# Efter prøven
Efter prøven er en svensk dramafilm fra 1984 skrevet og instrueret af Ingmar Bergman. Filmen er baseret på et skuespil som Bergman først begyndte at skrive i form af en fiktiv brevveksling mellem en ældre instruktør og en ung skuespillerinde. I sidste ende lavede Bergman brevvekslingen om til et skuespil, der sidenhen blev lavet til en tv-film for Sveriges Television.
Filmen blev sendt på SVT 1 den 9. april 1984, og senere i maj samme år blev den vist på filmfestivalen i Cannes. Den modtog generelt positive anmeldelser fra kritikere.

## Medvirkende
- Erland Josephson som Henrik Vogler
- Bertil Guve som unge Henrik
- Ingrid Thulin som Rakel
- Lena Olin som Anna Egerman
- Nadja Weiss som unge Anna